# Alfred Saalwächter
Alfred Saalwächter, född 10 januari 1883 i Neusalz, död 6 december 1945 i Moskva, var en tysk sjömilitär som var ubåtsbefälhavare under första världskriget och blev generalamiral 1940. Han avrättades i sovjetisk fångenskap.

## Tidig karriär och första världskriget
Saalwächter gick in i tyska kejserliga marinen 10 april 1901 som sjökadett och utbildades ombord på korvetten SMS Moltke och kryssaren SMS Hertha. 29 september 1904 befordrades han till Leutnant zur See (fänrik) och tillbringade de kommande åren i olika fartygsbefattningar. 10 april 1911 befordrades han till Kapitänleutnant (kapten) och kommenderades till amiralitetet i Berlin där han stannade till mars 1915.
1 april 1915 blev Saalwächter flagglöjtnant vid tyska högsjöflottans stab ombord på slagskeppet SMS Friedrich der Grosse, som var högsjöflottans flaggskepp. I februari 1916 gick han över till ubåtsvapnet. Efter att ha genomgått ubåtsskolan var han fartygschef för U-25, U-46, och U-94 från september 1916 till mars 1918. För sin ubåtstjänstgöring belönades han med Järnkorset av 1:a klassen och Hohenzollerska husorden med svärd.

## Mellankrigstiden
År 1920 blev Saalwächter Korvettenkapitän (örlogskapten) i den nya Reichsmarine. Han tjänstgjorde därefter i stabsbefattningar, bland annat på marinledningens personalavdelning. 24 september 1926 blev han fartygschef på den lätta kryssaren SMS Amazone. År 1927 befordrades han till Fregattenkapitän (kommendörkapten) och blev fartygschef för slagskeppet SMS Schlesien.
15 oktober 1928 befordrades Saalwächter till Kapitän zur See (kommendör) och tjänstgjorde i två år hos marinstabschefen viceamiral Iwan Oldekop. Därefter var han chef för marinmaterielavdelningen i marinledningen, från 1 oktober 1932 som konteramiral. 2 oktober 1933 blev Saalwächter inspektör för Marinens utbildningsväsende. Under de kommande fem åren hade han ett starkt inflytande över utvecklingen av den unga sjöofficerskåren i det upprustande Nazityskland. Han befordrades till viceamiral 1 april 1935 och admiral 1 juni 1937. Han blev befälhavande amiral för Nordsjöns marinstation i Wilhelmshaven 28 oktober 1938.

## Andra världskriget
Vid andra världskrigets utbrott i september 1939 blev Saalwächter chef för Marinegruppenkommando Väst och var i den rollen ansvarig för marina operationer i Nordsjön, vilket ledde till många konflikter mellan honom och cheferna för de olika flottorna, viceamiralerna Hermann Boehm, Wilhelm Marschall och Günther Lütjens.
1 januari 1940 befordrades Saalwächter till generalamiral. Tillsammans med admiral Rolf Carls skötte Saalwächter den taktiska ledningen av Operation Weserübung, den tyska invasionen av Norge i april 1940. För detta tilldelades han Riddarkorset av Järnkorset 9 maj 1940. Från sommaren 1940 ledde Saalwächter de tyska ytfartygsoperationerna i Nordatlanten och Engelska kanalen. År 1940 inkluderade detta Schnellboot-styrkornas operationer mot brittiska sjötransporter under Slaget om Storbritannien, som stöd till Luftwaffe. 20 september 1942 efterträddes han av Wilhelm Marschall. Han lämnade aktiv tjänst 30 november 1942.
Saalwächter fängslades av Sovjetunionen 21 juni 1945. Han fälldes för krigsbrott av en sovjetisk militärdomstol 17 oktober 1945 och avrättades av en exekutionspatrull i Moskva 6 december 1945. Omständigheterna kring dödsdomen och avrättningen är oklara, eftersom han ursprungligen ska ha dömts till flerårigt tvångsarbete av militärdomstolen. År 1994, efter Sovjetunionens upplösning, frikändes Saalwächter officiellt av en rysk domstol.